# Frankfurt (Main) Hauptbahnhof tief
Der Tiefbahnhof im Hauptbahnhof von Frankfurt am Main ist ein unterirdischer, viergleisiger S-Bahnhof und neben den Bahnhöfen Hauptwache und Konstablerwache einer der zentralen Knotenpunkte im Netz der S-Bahn Rhein-Main. Er bietet außer zum Regional- und Fernverkehr in der Bahnsteighalle Umsteigemöglichkeiten zum Netz der U-Bahn und Straßenbahn Frankfurt am Main.
An Spitzentagen passieren etwa 800 S-Bahnen die Station.

## Lage
| \| \| \| Main-Lahn-Bahn… \| \| \| \| \| …Richtung Griesheim/Niederrad \| \| \| \| \| Homburger Bahn… \| \| \| \| \| …Richtung Galluswarte \| \| \| \| \| \| \| \| \| \| \| \| \| \| \| \| \| \| \| \| \| \| \| \| \| \| \| \| \| \| \| \| \| \| \| \| \| \| \| \| \| \| \| \| \| \| \| \| \| \| Frankfurt (Main)Hbf tief \| \| \| \| \| Gleise 101, 102 und 103, 104 \| \| \| \| \| \| \| \| \| \| \| \| \| \| \| \| \| \| \| \| \| \| \| \| \| \| \| \| \| \| City-Tunnel Frankfurt… \| \| \| \| \| …Richtung Taunusanlage \| \| |  |                               |                               |
| |  | Main-Lahn-Bahn…               |                               |
| Strecke |  | …Richtung Griesheim/Niederrad | …Richtung Griesheim/Niederrad |
| Strecke von links · Strecke quer · Kreuzung geradeaus unten · Strecke quer · Strecke quer |  | Homburger Bahn…               | Homburger Bahn…               |
| Strecke · Tunnelanfang · Strecke von links |  | …Richtung Galluswarte         | …Richtung Galluswarte         |
| Tunnelanfang · Tunnelanfang |  |                               |                               |
| Strecke (im Tunnel) · Strecke (im Tunnel) · Strecke (im Tunnel) · Strecke (im Tunnel) |  |                               |                               |
| Strecke (im Tunnel) · Strecke (im Tunnel) · Strecke (im Tunnel) · Strecke (im Tunnel) |  |                               |                               |
| Strecke (im Tunnel) · Strecke (im Tunnel) · Strecke (im Tunnel) · Strecke (im Tunnel) |  |                               |                               |
| Strecke (im Tunnel) · Strecke (im Tunnel) · Strecke (im Tunnel) · Strecke (im Tunnel) |  |                               |                               |
| Abzweig geradeaus und nach halblinks (im Tunnel) · Abzweig geradeaus und nach halbrechts (im Tunnel) · Abzweig geradeaus und nach halblinks (im Tunnel) · Abzweig geradeaus und nach halbrechts (im Tunnel) |  |                               |                               |
| Abzweig geradeaus und von halblinks (im Tunnel) · Abzweig geradeaus und von halbrechts (im Tunnel) · Abzweig geradeaus und von halblinks (im Tunnel) · Abzweig geradeaus und von halbrechts (im Tunnel) |  |                               |                               |
| Strecke (im Tunnel) · Abzweig geradeaus und nach halblinks (im Tunnel) · Abzweig geradeaus und nach halbrechts (im Tunnel) · Strecke (im Tunnel) |  |                               |                               |
| Strecke (im Tunnel) · Abzweig geradeaus und von halblinks (im Tunnel) · Abzweig geradeaus und von halbrechts (im Tunnel) · Strecke (im Tunnel) |  |                               |                               |
| |  | Frankfurt (Main)Hbf tief      |                               |
| |  | Gleise 101, 102 und 103, 104  |                               |
| |  |                               |                               |
| Strecke (im Tunnel) · Strecke (im Tunnel) · Abzweig geradeaus und nach halbrechts (im Tunnel) · Strecke (im Tunnel) |  |                               |                               |
| Strecke (im Tunnel) · Abzweig geradeaus und von halblinks (im Tunnel) · Strecke (im Tunnel) · Strecke (im Tunnel) |  |                               |                               |
| Strecke (im Tunnel) · Abzweig geradeaus und nach halblinks (im Tunnel) · Strecke (im Tunnel) · Strecke (im Tunnel) |  |                               |                               |
| Strecke nach halblinks (im Tunnel) · Strecke (im Tunnel) · Abzweig geradeaus und von halbrechts (im Tunnel) · Strecke nach halbrechts (im Tunnel) |  |                               |                               |
| Abzweig geradeaus und von halbrechts (im Tunnel) · Abzweig geradeaus und von halblinks (im Tunnel) |  | City-Tunnel Frankfurt…        | City-Tunnel Frankfurt…        |
| |  | …Richtung Taunusanlage        |                               |

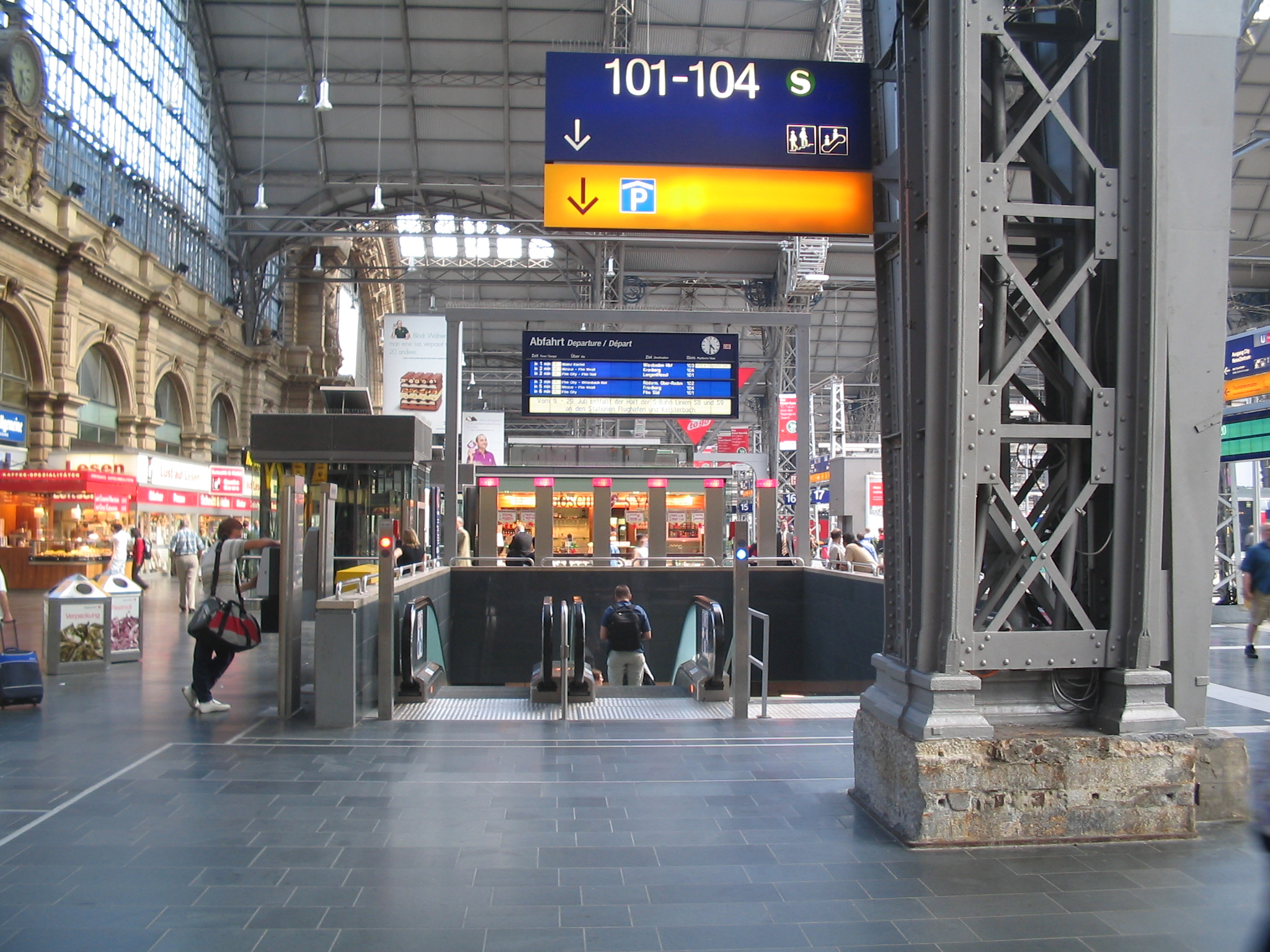
Nördlicher Eingang zum Tiefbahnhof (2007)

Der Tiefbahnhof ist unter dem nördlichen Teil des Empfangsgebäudes des Frankfurter Hauptbahnhofs sowie dessen Vorplatz Am Hauptbahnhof gelegen. Dieses Gebiet gehört überwiegend zum Stadtteil Gallus, westlich der Innenstadt. Der Bahnhof ist Teil des City-Tunnels durch die Innenstadt. Dieser Tunnel beginnt unmittelbar vor dem Hauptbahnhof im Gleisvorfeld und verläuft im Osten weiter durch das Bahnhofsviertel in Richtung Bankenviertel. Am Hauptbahnhof treffen alle S-Bahn-Linien aus dem Westen und Norden des Rhein-Main-Gebietes aufeinander und werden ab hier gebündelt durch die Innenstadt geführt. Über dem S-Bahnhof befindet sich der zur gleichen Zeit errichtete U-Bahnhof Hauptbahnhof.
Die Station liegt 20 m unter dem Hauptbahnhof. Die Tiefe der Station ergab sich unter anderem durch die Unterfahrung des Hafenstraßen-Tunnels und der U-Bahn unterhalb des Bahnhofsvorplatzes. Westlich schließt sich an die Bahnsteige zunächst ein Weichenbereich an, der in zunächst vier (später drei) Tunnelröhren übergeht, die in drei bis zu 39 Promille steilen Rampen ins Gleisvorfeld des Hauptbahnhofs geführt werden. Östlich schließt sich ein 160 m langer Weichenbereich an, in dem die vier Bahnsteiggleise zu zwei Streckengleisen (in zwei eingleisigen Tunnelröhren) zusammengeführt werden.

## Architektur
Der Tiefbahnhof besteht aus zwei breiten und 210 m langen Inselbahnsteigen. Die Untergrundarchitektur ist im klaren Gegensatz zum historisierenden Empfangsgebäude nüchtern und modern gestaltet. Im S-Bahnhof dominierten bis 2013 mit orangen Fliesen verkleidete Säulen und weiße Wand- und Deckenverkleidungen. Die Deckenverkleidung wurde aus Brandsicherungsgründen demontiert. Auf den Wandverkleidungen war in halber Höhe ein orangefarbenes Band angebracht. Dieses war abwechselnd von großformatigen Liniennetzplänen und Kreisen (ebenfalls orange), in denen sich jeweils ein Schild mit dem Stationsnamen befand, unterbrochen. Die Schilder wurden jedoch teilweise durch neuere im typischen Stationsschild-Blau ersetzt und die Zuganzeigetafeln komplett erneuert. 2013 wurde der S-Bahn-Tiefbahnhof saniert. Dabei wurden die Wand- und Deckenverkleidungen sowie die Säulen neu gestaltet. Die Wandverkleidung erhielt nun neben den weißen auch in unterschiedlichen Grüntönen gestaltete Querstreifen, die Säulen erhielten ein Muster aus spiegelnden Mosaiken.

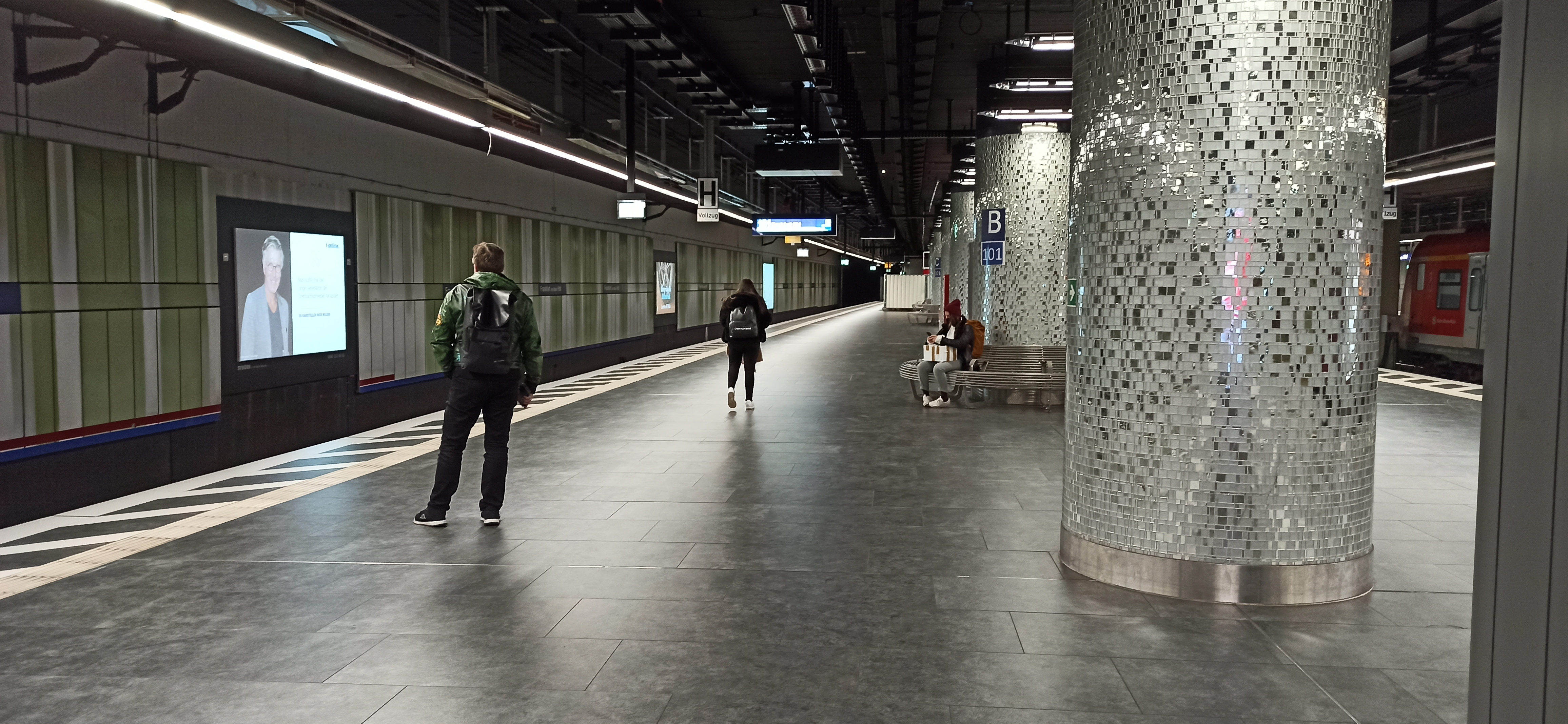
Neugestaltung der Säulen und Außenwände (2021)

Beide Bahnsteige verfügen über jeweils zwei Zugänge, von denen einer über vier lange Fahrtreppen in die Einkaufspassage („B-Ebene“) unter dem Bahnhofs-Vorplatz mündet, während der andere – ebenfalls mit vier Fahrtreppen – über eine Zwischenebene mit Fahrplänen und Fahrkartenautomaten in die Bahnsteighallen führt. Am östlichen Bahnsteigende schließt sich ein Verbindungskorridor zum U-Bahnhof an, der auch über zwei Bahnsteige verfügt. Der U-Bahnhof selbst ist ansonsten nur über zwei Zugänge von der B-Ebene aus zu erreichen. Die beiden S-Bahnsteige sind zusätzlich im westlichen Bereich über Fahrtreppen verbunden.
Von den beiden Bahnsteigen führt jeweils ein Fahrstuhl in die Bahnhofshalle, vor der alle oberirdischen Bahnsteige und der Bahnhofsvorplatz erreicht werden. Zur U-Bahn muss vom Bahnhofsvorplatz ein Fahrstuhl in die B-Ebene und von dort ein weiterer in einer der beiden U-Bahnsteige genommen werden.
Der S-Bahnhof befindet sich in der D-Ebene (drittes Untergeschoss). In der Mitte des Bahnhofes befindet sich ein Zugang, der zu einer Zwischenebene führt.

## Geschichte
Anfang der 1960er Jahre gab es erste Planungen, die Hauptwache – das Zentrum der Stadt – an den westlich gelegenen Hauptbahnhof anzubinden. 1962 beschloss die Stadt Frankfurt gemeinsam mit der Deutschen Bundesbahn die Planung einer so genannten Verbindungsbahn – auch V-Bahn genannt.

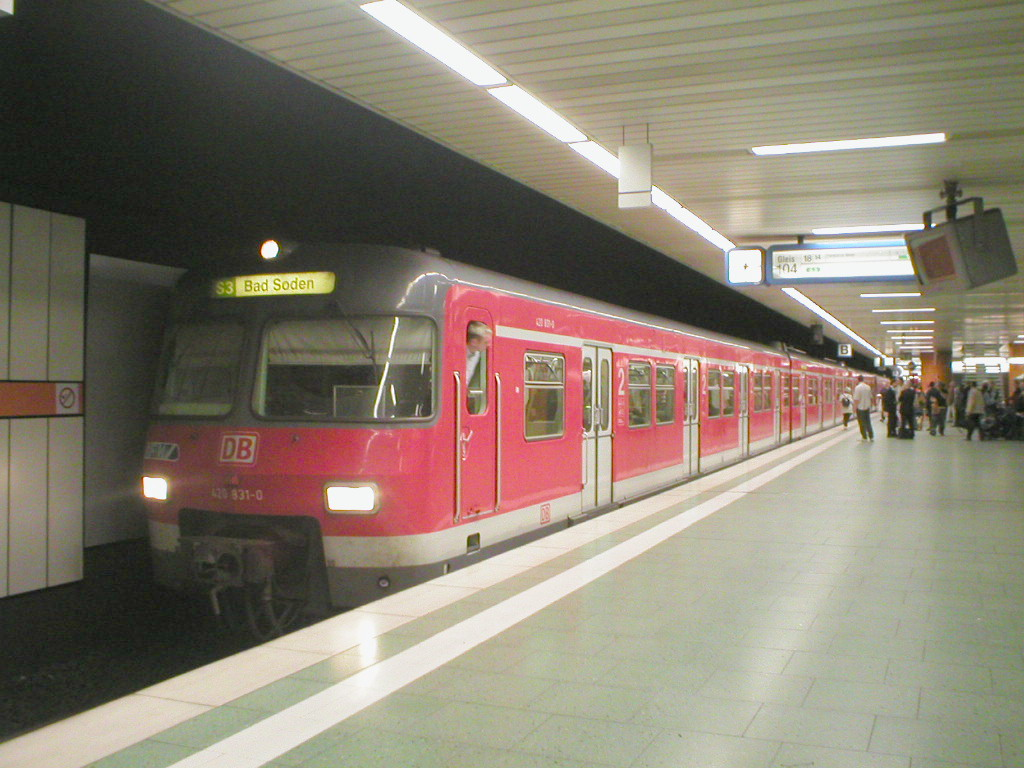
2004: S-Bahnzug 420 Baujahr 1978. Die Deckenverkleidung ist noch nicht demontiert und die Zuganzeige noch nicht erneuert.

Am 20. Januar 1969 eröffnete der damalige Bundesverkehrsminister Georg Leber im Hauptbahnhof die Bauarbeiten für die erste Baustufe der S-Bahn Rhein-Main. Mit den Bauarbeiten am Hauptbahnhof wurde 1971 begonnen.
Ab Januar 1972 wurde der Nordflügel des Hauptbahnhofs abgebrochen, um eine 56 Meter breite, 75 Meter lange und 22 Meter tiefe Braugrube für S-Bahn, U-Bahn und B-Ebene zu erstellen. Der S-Bahnhof wurde zusammen mit dem U-Bahnhof und einer gemeinsamen Ladenpassage – der B-Ebene – in offener Bauweise errichtet. Dazu wurde der Nordflügel des Empfangsgebäudes abgebaut und die Originalsteine eingelagert, damit das denkmalgeschützte Bauwerk nach der Fertigstellung des Tiefbahnhofs wieder aufgebaut werden konnte. Im Rahmen dieser Großbaustelle entstand auch die Tiefgarage des Hauptbahnhofs.
Nach neun Jahren Bauzeit wurde der S-Bahnhof gemeinsam mit dem ersten Teilstück des City-Tunnels bis zum Bahnhof Hauptwache am 28. Mai 1978 eröffnet. Am gleichen Tag fand auch die Eröffnung der Verlängerung der U-Bahn-Strecke B um eine Station bis zum Hauptbahnhof statt.
Von 2016 bis 2018 war der S-Bahn-Tunnel mehrfach teils wochenlang (2016 in den Sommerferien, 2018 in den Oster- und Sommerferien sowie während der „langen“ Wochenenden) komplett gesperrt, vorwiegend, um Gleise auszutauschen und neue technische Infrastruktur zu installieren. Gleichzeitig wurden diverse Stationen, unter anderem auch der Tiefbahnhof, saniert, dazu wurden die Bahnsteige zeitweise wechselseitig gesperrt (101/102 oder 103/104) und unter anderem der Fußboden erneuert.
Im Bereich der S-Bahn-Gleise 101 und 102 wurden die Rolltreppen in den Jahren 2019 und 2020 erneuert. Die Arbeiten begannen am 22. Juli 2019 mit dem Austausch von zwei der vier Rolltreppen, die von der B-Ebene zu den S-Bahn-Gleisen führen. Die übrigen Rolltreppen im S-Bahn-Bereich wurden bis Anfang 2020 ausgetauscht.

## Betrieb
Der S-Bahnhof weist zwei Inselbahnsteige mit je zwei Gleisen für die beiden Fahrtrichtungen auf. Um die Gleise im Tiefbahnhof von der ein- bzw. zweistelligen Gleisnummerierung in der Bahnsteighalle unterscheiden zu können, ist den vier Gleisen eine 10 vorangestellt. Somit ergeben sich dreistellige Gleisnummern. Am südlich gelegenen Bahnsteig mit den Gleisen 101 und 102 verkehren die Züge in die Innenstadt, während an den nördlichen Gleisen 103 und 104 die Züge stadtauswärts in Richtung Flughafen, Höchst und Westbahnhof verkehren.
Es ist vorgesehen, dass die äußeren Gleise 101 und 104 im Normalbetrieb in der Regel von den S-Bahn-Linien S3–S6, die nach der Ausfahrt aus dem City-Tunnel auf die Strecke der Homburger Bahn (parallel zur Main-Weser-Bahn) abbiegen, und die inneren Gleise 102 und 103 von den restlichen Linien S1, S2, S8 und S9, die im Gleisvorfeld des Bahnhofs geradeaus weiterfahren, genutzt werden. Technisch bietet der Bahnhof jedoch eine hohe Flexibilität und es ist beliebig, welches Gleis von welcher Linie befahren wird. Oft wird von dieser Regel daher auch abgewichen, so erfolgt beispielsweise die Ansage der Ausstiegsseite in den S-Bahnen getrennt von der Stationsansage erst unmittelbar vor Einfahrt in den Bahnhof. Die beiden inneren Gleise sind außerdem so ausgestattet, dass sie in beide Fahrtrichtungen befahren werden können. Hierdurch kann im Störungsfall (Unfälle auf einem der Gleise, Weichenstörungen etc.) der Betrieb weitergeführt werden.
Um das Umsteigen von einem Inselbahnsteig zum anderen zu beschleunigen, existierten zusätzlich zu den normalen Zugängen noch zwei Direktverbindungen zwischen den Gleisen 101/102 und 103/104. Einer dieser Übergänge am westlichen Bahnsteigende wurde bereits in den 2000er-Jahren verschlossen und dient nur noch als Notausgang. Baulich war dieser Übergang so angelegt, dass eine Verbindung zum Personentunnel, der unter den Gleisen des Hauptbahnhofes verläuft, möglich gewesen wäre. Diese Variante wurde aber nie umgesetzt. Die zweite Überführung befand sich etwa auf Höhe der Bahnsteigmitte und wies pro Inselbahnsteig nur eine Rolltreppe auf, wobei diese so geschaltet waren, dass man sie beim Wechseln von Gleis 101/102 zu 103/104 benutzen konnte, was auch dem Hauptstrom der dort Umsteigenden entspricht. Diese Überführung wurde von nicht ortskundigen Reisenden oft fälschlich als Ausgang interpretiert, was immer wieder zu Verwirrungen führte. Im September 2017 wurde auch diese Verbindung geschlossen, um die genannten Verwirrungen zu beenden sowie Platz zu schaffen für die laufenden Brandschutz- und Modernisierungsmaßnahmen auf den Bahnsteigen.

## Schnellbahnverkehr
| Linie                    | Verlauf | Takt |
| ------------------------ | --- | --- |
| S1                       | Wiesbaden Hbf – Wiesbaden Ost – Mainz-Kastel – Hochheim (Main) – Flörsheim (Main) – Eddersheim – Hattersheim (Main) – Frankfurt-Sindlingen – Frankfurt-Höchst Farbwerke – Frankfurt-Höchst – Frankfurt-Nied – Frankfurt-Griesheim – Frankfurt (Main) Hbf tief – Frankfurt (Main) Taunusanlage – Frankfurt (Main) Hauptwache – Frankfurt (Main) Konstablerwache – Frankfurt (Main) Ostendstraße – Frankfurt (Main) Mühlberg – Offenbach-Kaiserlei – Offenbach Ledermuseum – Offenbach Marktplatz – Offenbach (Main) Ost – Offenbach-Bieber – Offenbach-Waldhof – Obertshausen – Rodgau-Weiskirchen – Rodgau-Hainhausen – Rodgau-Jügesheim – Rodgau-Dudenhofen – Rodgau-Nieder-Roden – Rodgau-Rollwald – Rödermark-Ober Roden                              | 30 min 15 min (Hochheim–Rödermark zur HVZ und Flörsheim–Offenbach Ost werktags tagsüber) |
| S2                       | Niedernhausen (Taunus) – Niederjosbach – Bremthal – Eppstein – Lorsbach – Hofheim (Taunus) – Kriftel – Frankfurt-Zeilsheim – Frankfurt-Höchst Farbwerke – Frankfurt-Höchst – Frankfurt-Nied – Frankfurt-Griesheim – Frankfurt (Main) Hbf tief – Frankfurt (Main) Taunusanlage – Frankfurt (Main) Hauptwache – Frankfurt (Main) Konstablerwache – Frankfurt (Main) Ostendstraße – Frankfurt (Main) Mühlberg – Offenbach-Kaiserlei – Offenbach Ledermuseum – Offenbach Marktplatz – Offenbach (Main) Ost – Offenbach-Bieber – Heusenstamm – Dietzenbach-Steinberg – Dietzenbach Mitte – Dietzenbach Bhf | 30 min 15 min (zur HVZ) |
| S3                       | Bad Soden (Taunus) – Sulzbach (Taunus) Nord – Schwalbach a Ts (Limes) – Schwalbach a Ts (Limes) Nord – Niederhöchstadt – Eschborn – Eschborn Süd – Frankfurt-Rödelheim – Frankfurt (Main) West – Frankfurt am Main Messe – Frankfurt (Main) Galluswarte – Frankfurt (Main) Hbf tief – Frankfurt (Main) Taunusanlage – Frankfurt (Main) Hauptwache – Frankfurt (Main) Konstablerwache – Frankfurt (Main) Ostendstraße – Frankfurt (Main) Lokalbahnhof – Frankfurt (Main) Süd | 30 min |
| S4                       | Kronberg (Taunus) – Kronberg Süd – Niederhöchstadt – Eschborn – Eschborn Süd – Frankfurt-Rödelheim – Frankfurt (Main) West – Frankfurt am Main Messe – Frankfurt (Main) Galluswarte – Frankfurt (Main) Hbf tief – Frankfurt (Main) Taunusanlage – Frankfurt (Main) Hauptwache – Frankfurt (Main) Konstablerwache – Frankfurt (Main) Ostendstraße – Frankfurt (Main) Lokalbahnhof – Frankfurt (Main) Süd | 30 min |
| S5                       | Friedrichsdorf (Taunus) – Seulberg – Bad Homburg – Oberursel (Taunus) – Oberursel-Stierstadt – Oberursel-Weißkirchen/Steinbach – Frankfurt-Rödelheim – Frankfurt (Main) West – Frankfurt am Main Messe – Frankfurt (Main) Galluswarte – Frankfurt (Main) Hbf tief – Frankfurt (Main) Taunusanlage – Frankfurt (Main) Hauptwache – Frankfurt (Main) Konstablerwache – Frankfurt (Main) Ostendstraße – Frankfurt (Main) Lokalbahnhof – Frankfurt (Main) Süd | 30 min 15 min (Bad Homburg–Frankfurt Süd werktags) |
| S6                       | (Friedberg (Hess) – Bruchenbrücken – Nieder-Wöllstadt – Okarben –) Groß Karben – Dortelweil – Bad Vilbel – Bad Vilbel Süd – Frankfurt-Berkersheim – Frankfurt-Frankfurter Berg – Frankfurt-Eschersheim – Frankfurt-Ginnheim – Frankfurt (Main) West – Frankfurt am Main Messe – Frankfurt (Main) Galluswarte – Frankfurt (Main) Hbf tief – Frankfurt (Main) Taunusanlage – Frankfurt (Main) Hauptwache – Frankfurt (Main) Konstablerwache – Frankfurt (Main) Ostendstraße – Frankfurt (Main) Lokalbahnhof – Frankfurt (Main) Süd – Frankfurt (Main) Stresemannallee – Frankfurt-Louisa – Neu-Isenburg – Dreieich-Buchschlag – Langen Flugsicherung – Langen (Hess) (– Egelsbach – Erzhausen – Darmstadt-Wixhausen – Darmstadt-Arheilgen – Darmstadt Hbf) | 15 min (Groß Karben–Langen montags–freitags, Bad Vilbel–Langen samstags, Bad Vilbel–Frankfurt Süd sonn-/feiertags) 30 min (Friedberg–Groß Karben montags–freitags, Friedberg–Bad Vilbel samstags, sonn-/feiertags und Langen–Darmstadt werktags, Frankfurt Süd–Darmstadt sonn-/feiertags) |
| S8                       | Wiesbaden Hbf – Wiesbaden Ost – Mainz Nord – Mainz Hbf – Mainz Römisches Theater – Mainz-Gustavsburg – Mainz-Bischofsheim – Rüsselsheim Opelwerk – Rüsselsheim – Raunheim – Kelsterbach – Frankfurt am Main Flughafen Regionalbahnhof – Frankfurt (Main) Gateway Gardens – Frankfurt am Main Stadion – Frankfurt-Niederrad – (Frankfurt (Main) Hbf /) (nur HVZ) Frankfurt (Main) Hbf tief – Frankfurt (Main) Taunusanlage – Frankfurt (Main) Hauptwache – Frankfurt (Main) Konstablerwache – Frankfurt (Main) Ostendstraße – Frankfurt (Main) Mühlberg – Offenbach-Kaiserlei – Offenbach Ledermuseum – Offenbach Marktplatz – Offenbach (Main) Ost (– Mühlheim (Main) – Mühlheim (Main) Dietesheim – Steinheim (Main) – Hanau Hbf) (nur HVZ)             | 30 min 10/20 min (Kelsterbach–Frankfurt Hbf zur HVZ) |
| S9                       | Wiesbaden Hbf – Wiesbaden Ost – Mainz-Kastel – Mainz-Bischofsheim – Rüsselsheim Opelwerk – Rüsselsheim – Raunheim – Kelsterbach – Frankfurt am Main Flughafen Regionalbahnhof – Frankfurt (Main) Gateway Gardens – Frankfurt am Main Stadion – Frankfurt-Niederrad – Frankfurt (Main) Hbf tief – Frankfurt (Main) Taunusanlage – Frankfurt (Main) Hauptwache – Frankfurt (Main) Konstablerwache – Frankfurt (Main) Ostendstraße – Frankfurt (Main) Mühlberg – Offenbach-Kaiserlei – Offenbach Ledermuseum – Offenbach Marktplatz – Offenbach (Main) Ost – Mühlheim (Main) – Mühlheim (Main) Dietesheim – Steinheim (Main) – Hanau Hbf | 30 min |
| Stand: 15. Dezember 2024 | | |